# تام داليل
تام داليل (بالإنجليزية: Tam Dalyell)‏‏ (9 أغسطس 1932 - 26 يناير 2017) هو سياسي، وكاتب عمومي، وكاتب السيرة الذاتية، وكاتب من المملكة المتحدة.

## التعليم
تعلم في كلية إيتون، وجامعة إدنبرة.